# 4365 Ivanova
4365 Ivanova (1978 VH8) là một tiểu hành tinh vành đai chính được phát hiện ngày 7 tháng 11 năm 1978 bởi Eleanor F. Helin và Schelte J. Bus ở Palomar.